# 조폭 마누라 3
《조폭 마누라 3》(My Wife Is A Gangster III)은 한국에서 제작된 조진규 감독의 2006년 코미디, 액션 영화이다. 서기 등이 주연으로 출연하였고 이순열 등이 제작에 참여하였다. 조폭 마누라 2의 후속작이다.

## 줄거리
홍콩 명문조직 화백련 보스 임 회장의 외동딸 임아령. 연회장에서 벌인 소동때문에 라이벌 조직들의 표적이 된 그녀는 급히 한국으로 피신한다. 이후 임 회장은 삼류건달 조직 동방파 보스 양 사장에게 아령을 부탁했고 이에 양 사장은 밀수로나마 중국어를 할줄아는 서열 3위 한기철에게 아령을 맡긴다. 기철은 손님을 맞이한다는 가벼운 마음으로 도미와 꽁치를 대동하고 공항에 마중갔지만 처음 본 사람을 아랫사람처럼 하대하는 아령의 무례함에 뚜껑이 열렸고 아령 역시 자기 팻말을 거꾸로 들고있는 도미를 보고는 이들을 '모자란 바보'라고 여기며 한심하게 여긴다. 게다가 기철의 어설픈 중국어로는 간단한 대화조차도 불가능했다. 이에 연변처녀 연희를 통역관으로 급하게 섭외했고 조폭들의 살벌한 기싸움 현장을 보고 식겁한 그녀는 생존본능을 느끼고 엽기통역을 구사한다.
그러던 어느날, 도미와 꽁치가 라이벌 조직 작두파 패거리들과 패싸움을 했다가 작두파 간부들에게 끌려가서 흠씬 두들겨 맞는다. 상황을 알고 달려온 기철 역시 그들에게 일방적으로 당하기만 하던 그때 나선 사람이 바로 아령이었다. 그녀는 가급적이면 감추려 했던 격투실력을 고스란히 드러내 세 사람을 구해준다. 이후 아령은 기철에게는 건드는 사람 있으면 말만 하라고 했고 자길 무서워하는 도미와 꽁치에게는 무술을 좀 배운거라고 해명하는등 그간 바보라고 무시하던 그들을 다르게 대했다. 연희는 원래 하기로 한 통역말고도 집안일까지 떠넘기는 도미와 꽁치에게 복수를 할 목적으로 아령을 앞세워 자기 입맛대로 통역을 하며 두 사람을 골탕먹인다. 이후 다함께 쇼핑을 하며 즐거운 일상을 보내는데 정체모를 킬러들이 나타났다.
그들은 좌국충이 아령을 제거할 목적으로 홍콩에서 급파한 자들이었지만 이를 알리가 없는 기철은 설자리를 잃은 작두의 보복이라고 생각하며 대수롭지 않게 따돌린다. 그런데 그들이 동네까지 쫓아온걸 본 기철은 다함께 움직이는 위험하다고 판단. 아령은 자신이 데려갈 테니 도미와 꽁치에게는 연희와 함께 동네를 떠나라고 한다. 이렇게 뿔뿔이 흩어진 기철 일당은 킬러들을 따돌리기 위한 추격을 시작한다.

## 출연

### 주연
- 임아령 역 : 서기
- 한기철 역 : 이범수

### 조연
- 연희 역 : 현영
- 꽁치 역 : 오지호
- 도미 역 : 조희봉.

## 기타
- 각색: 김호석
- 각색: 강수진
- 각색: 서세영
- 각색: 조소연
- 제작총지휘: 강재석
- 투자총괄: 정태성
- 프로듀서: 곽동현
- 제작이사: 김민준
- 제작실장: 최태규
- 제작부장: 노재훈
- 제작부장: 마용희
- 제작부: 한호정
- 제작부: 윤석동
- 제작부: 권용덕
- 제작부: 우대근
- 제작지원: 김명수
- 제작지원: 정명선
- 제작회계: 김성은
- 제작투자: 김우택
- 투자기획: 마상준
- 라인프로듀서: 이근욱
- 라인프로듀서: 최익현
- 제작관리부문: 최병준
- 제작관리부문: 오현숙
- 제작관리부문: 장석빈
- 제작관리부문: 김우재
- 제작관리부문: 정재욱
- 제작관리부문: 오은영
- 제작관리부문: 함진
- 제작관리부문: 김이정
- 제작관리부문: 김지혜
- 제작관리부문: 김명종
- 제작관리부문: 최원용
- 제작관리부문: 김준엽
- 제작관리부문: 조원태
- 제작관리부문: 김보영
- 촬영부: 이대엽
- 촬영부: 박관석
- 촬영부: 조성준
- 촬영부: 윤상신
- 촬영부: 김도윤
- 조명: 정성철
- 조명부: 장서희
- 조명부: 김동범
- 조명부: 최용환
- 조명부: 정일민
- 조명부: 김민성
- 조명부: 김환
- 조명부: 정수진
- 그립: 최운진
- 그립: 김학균
- 그립: 최영일
- 연출부: 오복연
- 연출부: 김동현
- 연출부: 노경희
- 연출부: 최준영
- 스크립터: 김지슬
- 조감독: 김호석
- 동시녹음: 정광호
- 붐오퍼레이터: 김응환
- 미술: 박일현
- 미술:
- 미술팀: 최원규
- 미술팀: 배영민
- 미술팀: 임은지
- 미술팀: 지현서
- 세트: 윤기찬
- 세트팀: 고봉주
- 세트팀: 박태식
- 세트팀: 정대용
- 세트팀: 정아름
- 세트팀: 이희숙
- 소품팀: 최지연
- 소품팀: 최효선
- 소품팀: 박진
- 특수효과: 정도안
- 특수효과: 이희경
- 특수효과팀: 유인상
- 특수효과팀: 천래훈
- 특수효과팀: 최정욱
- 시각효과: 문병용
- 특수분장팀: 박명선
- 특수의상: 설용근
- 분장-헤어: 김건식
- 분장팀: 이미정
- 분장팀: 박지윤
- 분장팀: 서상득
- 분장팀: 임주현
- 의상: 이다연
- 현장편집: 이승민
- 네가편집: 이윤희
- 네가편집: 박은영
- 광고디자인: 김상만
- 광고디자인: 박수연
- 촬영버스: 정진우
- 촬영B팀: 최건희
- 차량대여: 김인성
- 지미집: 박일수
- 지도: 허성길
- 조명B팀: 성태경
- 의상팀: 최현정
- 음악부문: 이정오
- 윤색: 마진원
- 운송: 안광남
- 스토리보드: 김현수
- 스테디캠: 여경보
- 분장차: 정동찬
- 예고편: 이철수
- 배급부문: 권미정
- 발전차: 천동원
- 무술팀: 김상용
- 무술감독: 원진
- 마케팅부문: 리주영
- 동시녹음팀: 박도춘
- 기타스텝: 황창훈
- 촬영장비: 안성균
- 카스턴트: 장호중
- 카스턴트: 임현철
- 예고편: 김종석
- 포스터: 이전호
- 현장진행: 강가미
- 홈페이지: 이현우
- 촬영버스: 신순식
- 촬영B팀: 이유호
- 차량대여: 권대령
- 지미집: 육승우
- 조명B팀: 이형구
- 의상팀: 송혜진
- 음향부문: 장광수
- 음악부문: 조근주
- 운송: 서문교
- 시각효과부문: 이득진
- 스테디캠: 김민수
- 예고편: 정광진
- 배급부문: 권지원
- 발전차: 한두형
- 무술팀: 박영식
- 마케팅부문: 백준협
- 디지털처리부문: 김효준
- 카스턴트: 오병진
- 예고편: 김규해
- 필름: 최종윤
- 항공진행: 김진태
- 현상부문: 한충구
- 현장진행: 이여진
- 촬영B팀: 최정순
- 조명B팀: 주기오
- 의상팀: 이기정
- 음악부문: 이상근
- 운송: 서제교
- 시각효과부문: 이상길
- 스테디캠: 김대림
- 배급부문: 문영우
- 발전차: 탁민
- 무술팀: 김태환
- 디지털처리부문: 배윤규
- 음향부문: 서영준
- 카스턴트: 문정수
- 필름: 홍성곤
- 항공진행: 이현복
- 해외촬영부문: 김철수
- 현상부문: 정의용
- 마케팅부문: 이유진
- 의상팀: 김유선
- 음향부문: 유승완
- 음악부문: 한수정
- 시각효과부문: 이상화
- 스테디캠: 배용욱
- 배급부문: 진창규
- 무술팀: 이종성
- 디지털처리부문: 김성현
- 조명B팀: 박민수
- 카스턴트: 권민석
- 필름: 박소향
- 항공진행: 김철진
- 현상부문: 황성수
- 마케팅부문: 박은경
- 조명B팀: 이길훈
- 음향부문: 김용주
- 음악부문: 정우진
- 시각효과부문: 이원
- 스테디캠: 박성욱
- 배급부문: 안정원
- 무술팀: 국호
- 마케팅부문: 박준경
- 디지털처리부문: 김희창
- 필름: 조경수
- 해외촬영부문: 두옥정
- 현상부문: 전윤제
- 조명B팀: 김동선
- 음향부문: 홍예영
- 음악부문: 브레이브
- 시각효과부문: 이병원
- 스테디캠: 권세만
- 배급부문: 이현
- 무술팀: 민성주
- 마케팅부문: 이현정
- 디지털처리부문: 송민
- 해외촬영부문: 증자건
- 현상부문: 이준형
- 조명B팀: 신태섭
- 음향부문: 김은산
- 음악부문: 양연화
- 배급부문: 이경진
- 무술팀: 장세준
- 마케팅부문: 유동민
- 해외촬영부문: 요가민
- 현상부문: 박용규
- 조명B팀: 안태인
- 음향부문: 양대호
- 음악부문: 양문형
- 배급부문: 장준
- 마케팅부문: 김지연
- 해외촬영부문: 양효화
- 현상부문: 곽종우
- 음향부문: 안기성
- 음악부문: 최창훈
- 배급부문: 정영홍
- 마케팅부문: 윤누리
- 해외촬영부문: 왕금명
- 현상부문: 심동욱
- 음향부문: 곽영식
- 음악부문: 이동기
- 배급부문: 김소영
- 마케팅부문: 현나영
- 해외촬영부문: 장세굉
- 현상부문: 조성욱
- 음악부문: 이청미
- 배급부문: 김대중
- 마케팅부문: 장민석
- 해외촬영부문: 양시운
- 현상부문: 이수철
- 음향부문: 김영호
- 음향부문: 주현승
- 배급부문: 김대선
- 마케팅부문: 김태성
- 해외촬영부문: 황위명
- 현상부문: 박주환
- 음향부문: 소원종
- 배급부문: 이준형
- 마케팅부문: 박진위
- 해외촬영부문: 육문화
- 현상부문: 서인식
- 음향부문: 김경태
- 배급부문: 박성민
- 마케팅부문: 최근하
- 해외촬영부문: 팽일신
- 현상부문: 김성대
- 배급부문: 임현준
- 마케팅부문: 이보라
- 해외촬영부문: 여연진
- 현상부문: 황인영
- 마케팅부문: 박수영
- 해외촬영부문: 관영상
- 현상부문: 안태원
- 마케팅부문: 박현주
- 해외촬영부문: 유전화
- 현상부문: 임진오
- 해외촬영부문: 홍가혜
- 현상부문: 양은하
- 마케팅부문: 김현정
- 마케팅부문: 조아라
- 해외촬영부문: 이덕영
- 현상부문: 김학성
- 마케팅부문: 박현숙
- 현상부문: 강명훈
- 마케팅부문: 이선희
- 해외촬영부문: 김건화
- 현상부문: 최진수
- 마케팅부문: 김복호
- 마케팅부문: 조현아
- 해외촬영부문: 한평
- 현상부문: 김성섭
- 해외촬영부문: 장덕량
- 현상부문: 오성욱
- 해외촬영부문: 양배성
- 현상부문: 곽종광
- 해외촬영부문: 조국재
- 해외촬영부문: 가달비림
- 해외촬영부문: 천공충인
- 해외촬영부문: 선력기재유한공사
- 해외촬영부문: 신련보험
- 해외촬영부문: 진채형
- 해외촬영부문: 오채영
- 급식: 안주선
- 급식: 안병찬
- 매니저부문: 캐서린 관
- 매니저부문: 이석진
- 매니저부문: 육현수
- 매니저부문: 김훈
- 매니저부문: 이용훈
- 매니저부문: 이창원
- 매니저부문: 김영빈
- 매니저부문: 김종호
- 매니저부문: 백병철
- 매니저부문: 선연진
- 매니저부문: 임정배
- 매니저부문: 장현주
- 매니저부문: 백호
- 매니저부문: 장세창
- 매니저부문: 권순용
- 매니저부문: 이석진
- 매니저부문: 방진수
- 매니저부문: 전성호
- 매니저부문: 정숙향
- 매니저부문: 박신
- 매니저부문: 양혜진
- 매니저부문: 박성은
- 매니저부문:
- 메이킹: 이상호
- 메이킹: 김민성
- 메이킹: 이성민
- 번역: 홍주희
- 번역: 마용희
- 번역: 신정수
- 번역: 주성호
- 번역: 이준호
- 보험: 신현석
- 로케이션지원: 김철수
- 로케이션지원: 이근철
- 로케이션지원: 한화성
- 로케이션지원: 김유형
- 로케이션지원: 박성식